# Стуко

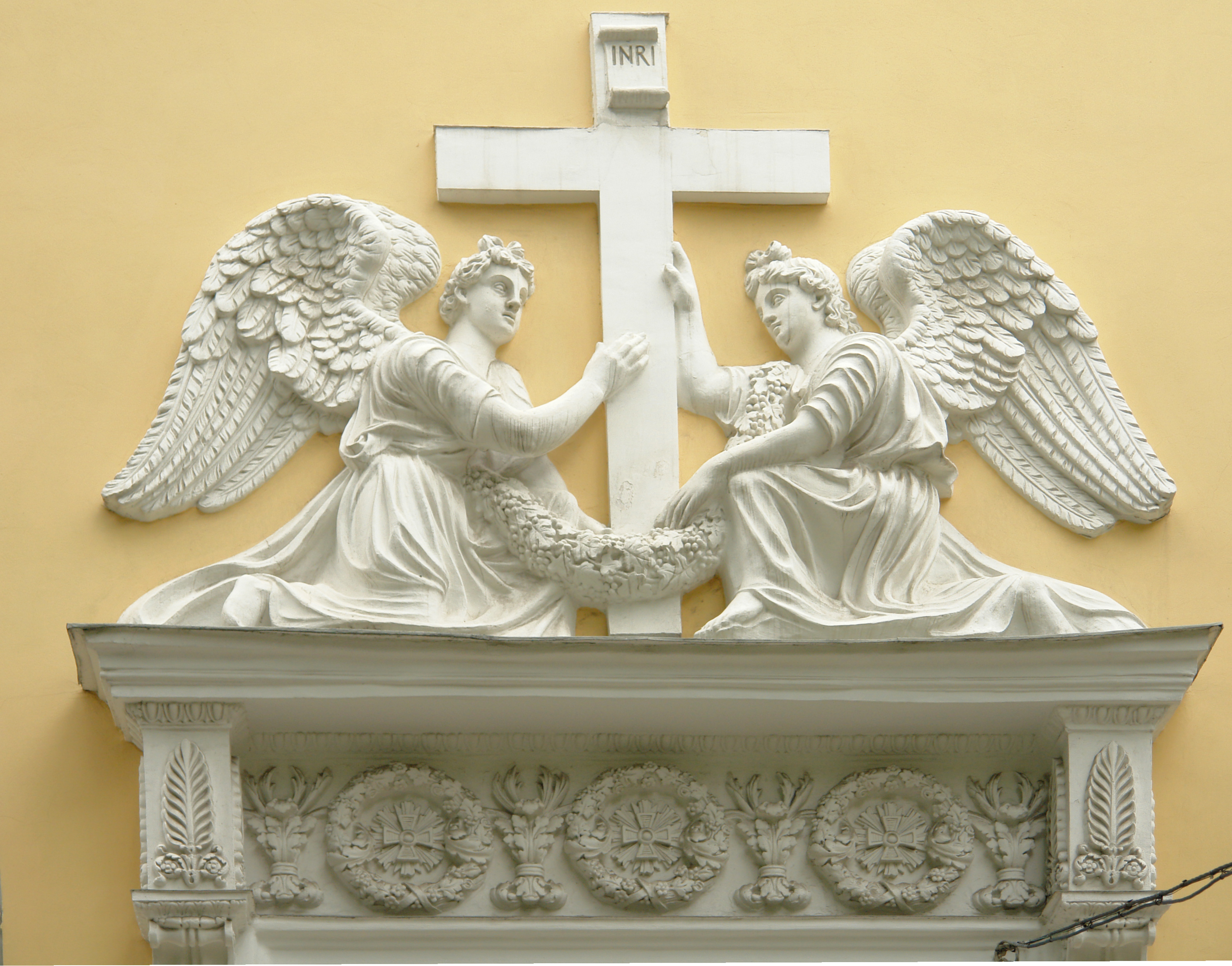
Стуко у вигляді мармурових ангелів.

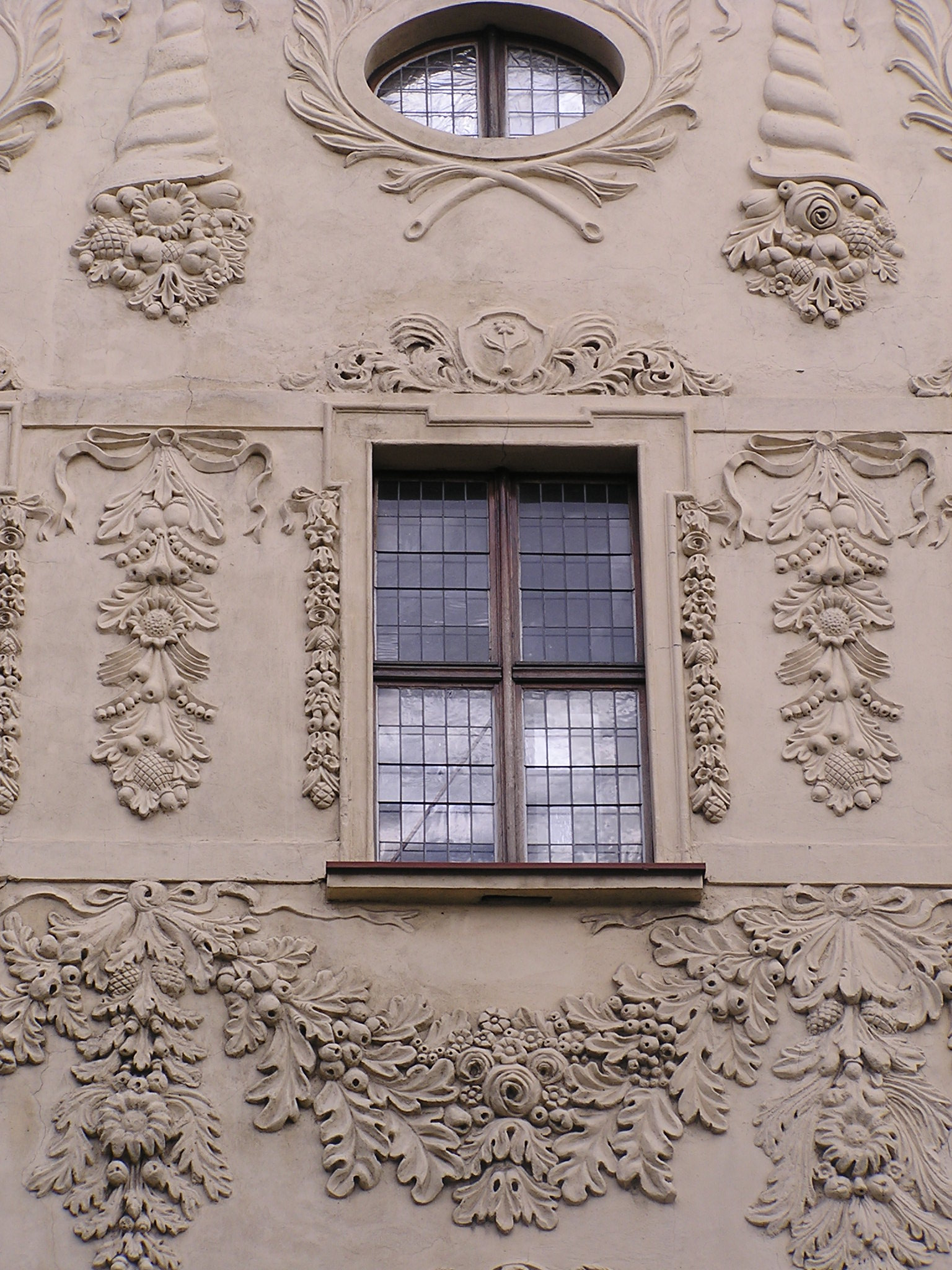
Стуко на фасаді. Палац Домбських, Торунь

Сту́ко (італ. stucco) — високоякісна, дуже міцна гіпсова штукатурка або ліпні деталі (ліпнина) для обробки стін і архітектурних деталей.

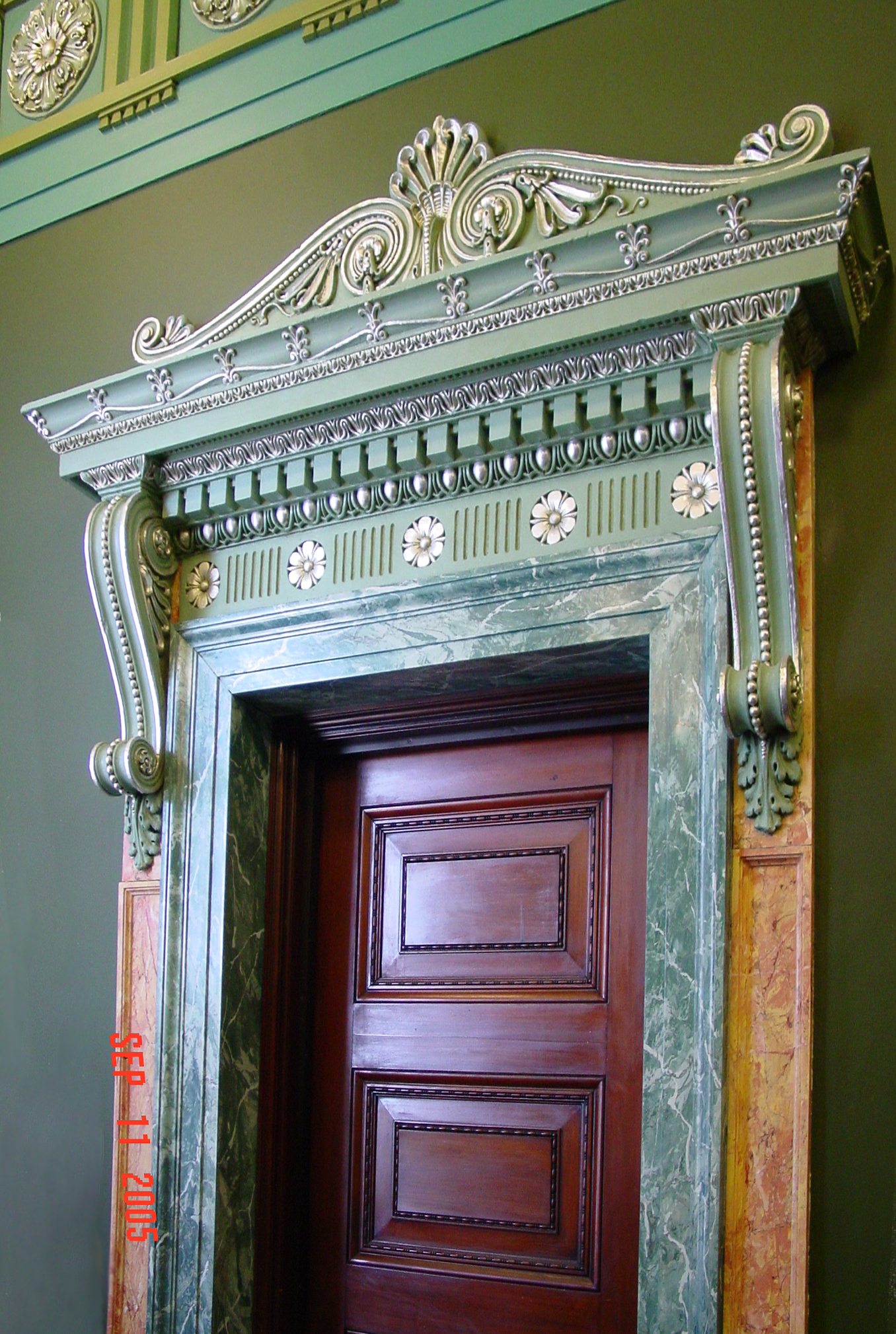
Стуко і скальоло (штучний мармур) навколо дверей.

Стуко виготовляють з обпаленого й подрібненого гіпсу, вапна і клею, іноді з додаванням мармурової пудри, наносять у вигляді тіста, багато разів шліфують і полірують до дзеркального блиску. У вигляді штучного шліфованого мармуру стуко називається скальоло (від італ. scagliola).
Стуко було відоме вже в Стародавньому Єгипті й широко застосовувалося у давньоримському мистецтві, а також у мистецтві Відродження і Нового часу. В Україні стуко найчастіше використовувалося в добу бароко та рококо у ліпленій скульптурі, що оздоблювала як сакральні, так і світські будівлі.